# Большаков, Андрей Валентинович
Андрей Валентинович Большаков (1 мая 1963 года, Пучеж, СССР — 25 октября 1985 года, Афганистан) — летчик-штурман вертолета Ми-8МТ в 181-м отдельном вертолетном полку Военно-воздушных сил 40-й общевойсковой армии, лейтенант.

## Биография
Родился 1 мая 1963 года в городе Пучеж Ивановской области (СССР). По национальности русский. В 1980 году окончил среднюю школу.
В Вооруженных Силах СССР с 5 августа 1980 года. В 1984 году окончил Саратовское высшее военное авиационное училище летчиков.
В Республике Афганистан с октября 1985 года. Служил летчиком-штурманом вертолета Ми-8МТ в 181-м отдельном вертолетном полку Военно-воздушных сил 40-й общевойсковой армии (войсковая часть полевая почта 70419; город Кундуз).
25 октября 1985 года экипаж вертолёта Ми-8МТ выполнял боевое задание по доставке десантников в район проведения операции, на горную площадку у города Хайратон провинции Балх. В 25 километрах северо-западнее города Кундуз вертолёт был обстрелян, получил повреждения и загорелся. Экипаж вертолёта пытался посадить горящую машину, но на высоте около 300 метров вертолет потерял управление и при столкновении с землей сгорел. В результате катастрофы погибли 4 члена экипажа и группа из 10 десантников, в том числе лейтенант Большаков.
Похоронен на городском кладбище в Пучеже.

## Награды
- Орден Красной Звезды